# Раян Кроузер
Раян Кроузер (англ. Ryan Crouser, нар. 18 грудня 1992) — американський легкоатлет, який спеціалузіється в штовханні ядра.

## Спортивні досягнення
Олімпійський чемпіон у штовханні ядра (2016, 2021, 2024).
Срібний призер чемпіоната світу (2019).
Чемпіон Діамантової ліги сезону-2021 у штовханні ядра.
Чемпіон світу серед юнаків (2009).
Чемпіон США у штовханні ядра просто неба (2016, 2017, 2019, 2021) та у приміщенні (2019, 2020).
Володар обох рекордів світу (абсолютного та у приміщенні) у штовханні ядра:
- 24 січня 2021 на змаганнях «American Track League» Світового легкоатлетичного туру в приміщенні у Фаєтвілі встановив новий світовий рекорд у приміщенні зі штовхання ядра (22,82), покращивши попередній рекордний результат (22,66), що з 1989 належав співвітчизнику Ренді Барнсу[4].
- 18 червня 2021 на Оліймпійських відбіркових змаганнях США в Юджині встановив новий абсолютний світовий рекорд зі штовхання ядра (23,37), покращивши попередній рекордний результат (23,12), що з 1990 року належав співвітчизнику Ренді Барнсу[5].
- 18 лютого 2023 на локальних змаганнях в приміщенні в американському Покателло оновив абсолютний рекорд світу зі штовхання ядра — 23,38[6]. Проте, згодом з'ясувалось, що показаний результат не міг бути ратифікований через відсутність сертифікації арени, на якій проводились змагання[7].
- 27 травня 2023 на змаганнях «USATF Los Angeles Grand Prix» у Лос-Анджелесі оновив абсолютний світовий рекорд, довівши його до 23,56 м[8].

## Виступи на основних міжнародних змаганнях
| Рік             | Змагання                     | Місце проведення         | Місце           | Результат       | Примітки        |
| Представник США | Представник США              | Представник США          | Представник США | Представник США | Представник США |
| --------------- | ---------------------------- | ------------------------ | --------------- | --------------- | --------------- |
| 2016            | Олімпійські ігри             | Ріо-де-Жанейро, Бразилія | 1               | 22.52 м         |                 |
| 2017            | Чемпіонат світу              | Лондон, Велика Британія  | 6               | 21.20 м         |                 |
| 2018            | Континентальний кубок ІААФ   | Острава, Чехія           | 5               | 21.63 м         |                 |
| 2019            | Чемпіонат світу              | Доха, Катар              | 2               | 22.90 м         |                 |
| 2021            | Олімпійські ігри             | Токіо, Японія            | 1               | 23.30 м         | OR              |
| 2022            | Чемпіонат світу в приміщенні | Белград, Сербія          | 2               | 22.44 м         |                 |
| 2022            | Чемпіонат світу              | Юджин, США               | 1               | 22.94 м         | CR              |
| 2023            | Чемпіонат світу              | Будапешт, Угорщина       | 1               | 23.51           | CR              |